# Digger-Kiefer
Die Digger-Kiefer oder Sabines Kiefer (Pinus sabiniana) ist ein immergrüner Nadelbaum aus der Gattung der Kiefern (Pinus) mit meist zu dritt wachsenden, 20 bis 28 Zentimeter langen Nadeln und sehr großen und schweren, 17 bis 25 Zentimeter langen Samenzapfen. Das natürliche Verbreitungsgebiet liegt in Kalifornien. Die Art wird in der Roten Liste der IUCN als nicht gefährdet eingestuft. Sie wird selten als Holzlieferant genutzt.

## Beschreibung

### Erscheinungsbild
Die Digger-Kiefer wächst als immergrüner, bis zu 25 Meter hoher Baum. Der Stamm wächst gerade oder gekrümmt, als Monopodium oder gegabelt und erreicht Brusthöhendurchmesser von 100 Zentimetern. Das größte vermessene Exemplar erreichte 1986 eine Höhe von 49 Metern mit einem Stammdurchmesser von 1,5 Metern und einen Kronendurchmesser von 24 Metern. Dieser Baum existiert mittlerweile nicht mehr, das seither größte bekannte Exemplar erreicht nur noch eine Höhe von 37 Metern.
Die Stammborke ist dick, rau und schuppig. Sie ist in braungraue bis schwarzgraue, unregelmäßige, längliche Platten geteilt, die durch rötlich braune Risse getrennt sind. Die Hauptäste sind lang, stehen waagrecht oder aufgerichtet. Die Äste bleiben häufig auch im unteren Bereich des Stamms erhalten und fallen nicht ab. Die wenigen Äste höherer Ordnung bilden eine breite, unregelmäßige und offene Krone. Die Zweige können sowohl dünn als auch dick sein. Sie sind unbehaart, anfangs blass graubraun und später dunkler braun, mit einer dünnen bläulichen Wachsschicht umgeben und nur spärlich benadelt. Sie sind durch vorstehende, herablaufende Pulvini, Reste von abgefallenen Nadelbündeln, rau.

### Knospen und Nadeln
Die Knospen sind harzig, eiförmig-konisch und haben ein spitzes Ende. Endständige Knospen sind 15 bis 25 Millimeter lang, seitständige Knospen sind kleiner. Die um die Knospen wachsenden Niederblätter sind angedrückt, rötlich braun mit blasserem Rand. Die Nadeln wachsen zu dritt in einer anfangs 20 Millimeter langen, sich auf 5 bis 7 Millimeter verkürzenden aber bleibenden, hellbraunen Nadelscheide. Sie sind graugrün, abstehend oder hängend, biegsam, etwas entlang der Längsachse verdreht, meist 20 bis 28 Zentimeter lang, seltener ab 15 und bis 32 Zentimeter und 1,5 Millimeter dick. Der Nadelrand ist fein gesägt, das Ende spitz-stechend bis pfriemförmig. Auf allen Nadelseiten gibt es deutliche Spaltöffnungsstreifen. Es werden meist zwei oder drei seltener bis zu zehn Harzkanäle gebildet. Die Nadeln bleiben drei bis vier Jahre am Baum.

### Zapfen und Samen
Die Pollenzapfen sind anfangs gelb und werden später orangebraun. Ihre Form ist eiförmig bis ellipsoid und 10 bis 15 Millimeter lang. Die Samenzapfen wachsen meist einzeln, selten in Paaren an der Basis neuer Triebe auf kräftigen, 2 bis 5 Zentimeter langen Stielen. Ausgewachsene Zapfen sind sehr groß, sehr harzig, breit-eiförmig und beinahe symmetrisch. Geöffnete Zapfen sind bei Durchmessern von 15 bis 20 Zentimetern mit flacher oder mehr oder weniger konvexer Basis 17 bis 25 Zentimeter lang. Die 90 bis 120 Samenschuppen sind dick holzig, steif und matt braun. Die Apophyse ist deutlich ausgeprägt, 20 Millimeter breit, schokoladebraun, scharf quer gekielt und geht plötzlich oder graduell in den Umbo über. Dieser liegt dorsal und ist 10 bis 20 Millimeter lang, an der Basis bis zu 12 Millimeter breit, seitlich gekielt und endet in einem scharfen, hakenförmigen Stachel.
Die Zapfen erreichen ein Gewicht von 300 bis 600 Gramm und in Ausnahmefällen auch über 1 Kilogramm. Sie reifen nach zwei Jahren, öffnen sich dann langsam und bleiben noch bis zu fünf weitere Jahre am Baum. Die Samen sind schmal verkehrt-eiförmig, etwas abgeflacht, 15 bis 20 Millimeter lang, 7 bis 10 Millimeter breit, glatt und dunkelbraun. Die Samenflügel sind kurz und breit und etwa 10 Millimeter lang.

### Chromosomenzahl
Die Chromosomenzahl beträgt 2n = 24.

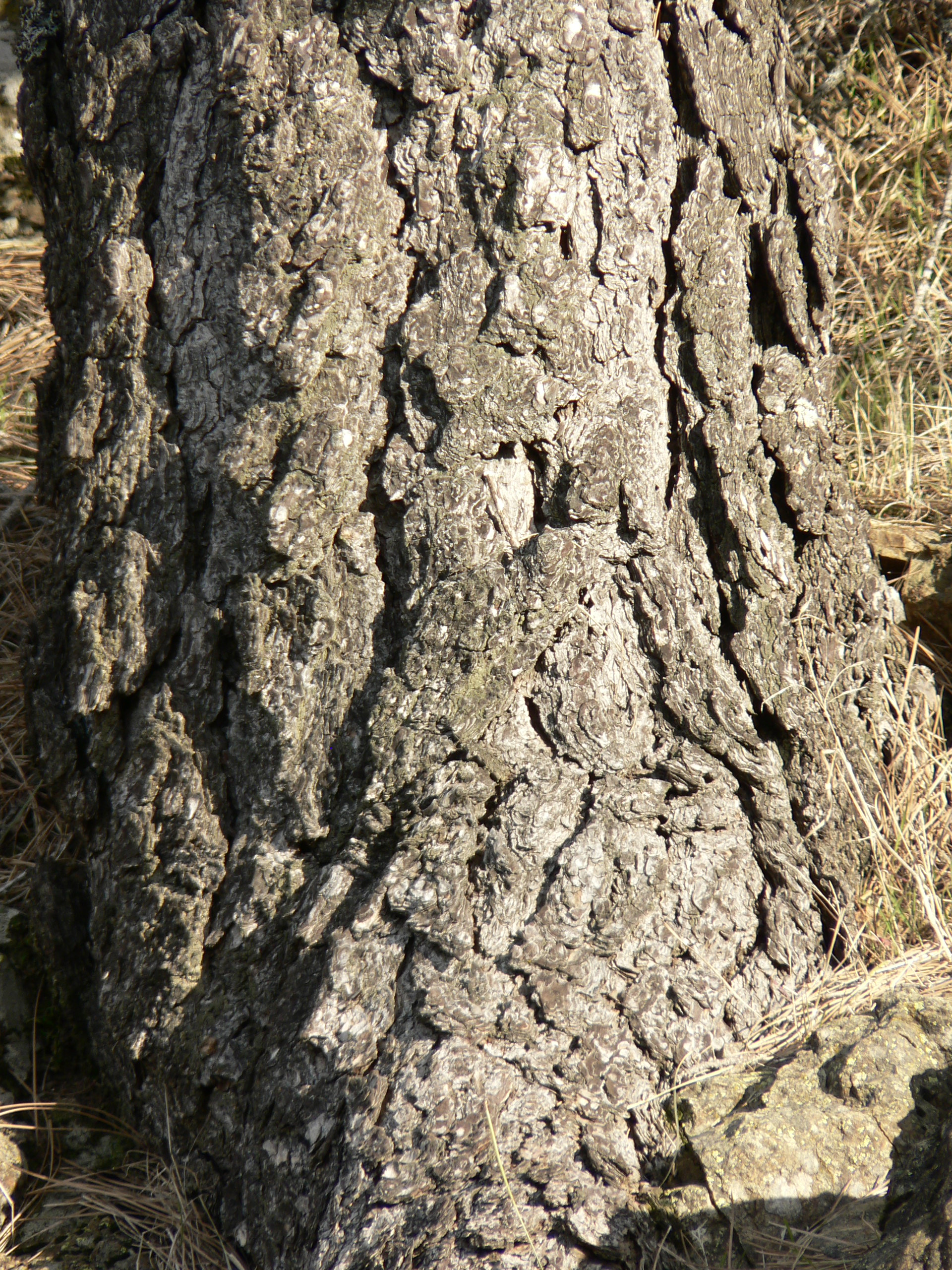
Stammborke
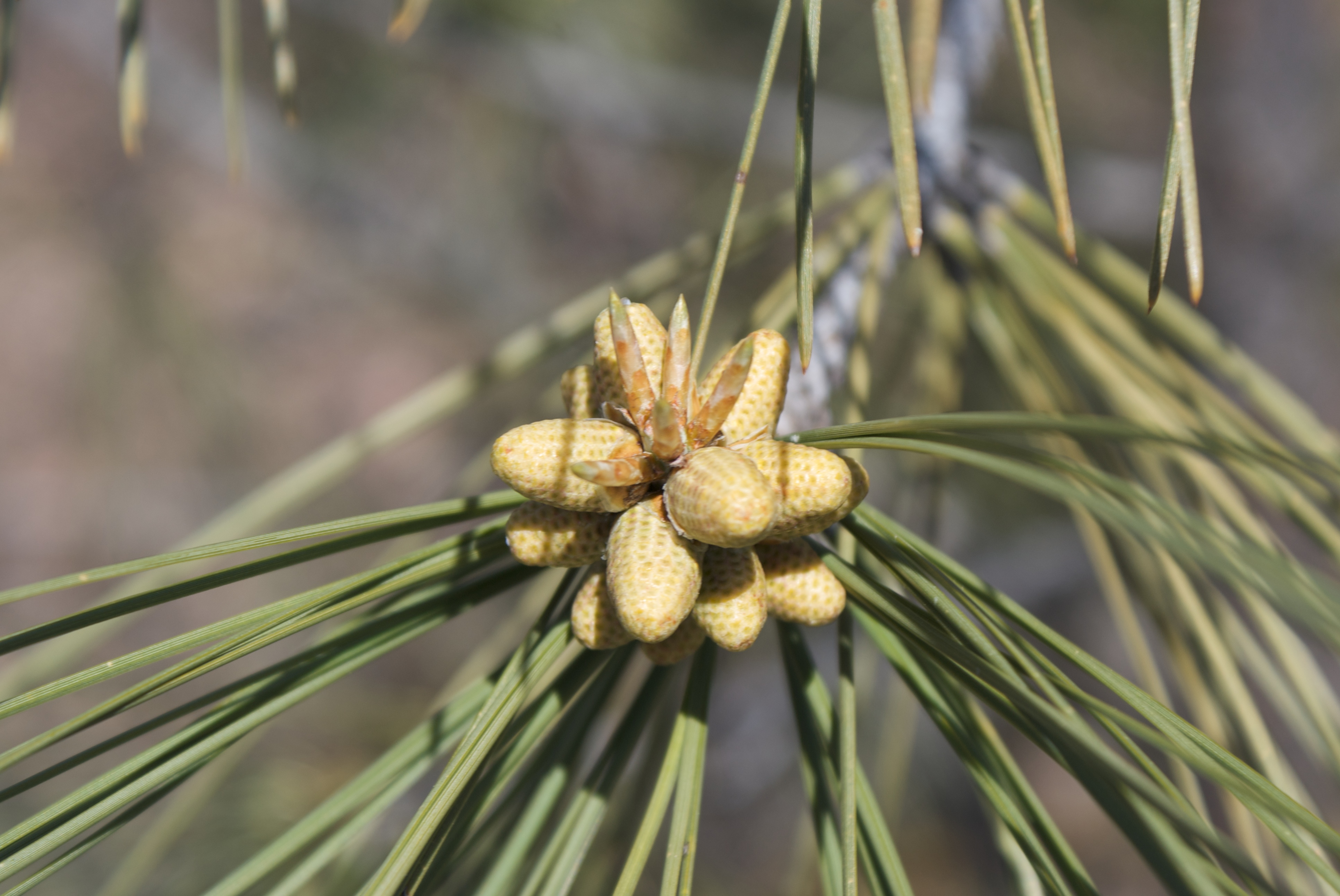
Pollenzapfen
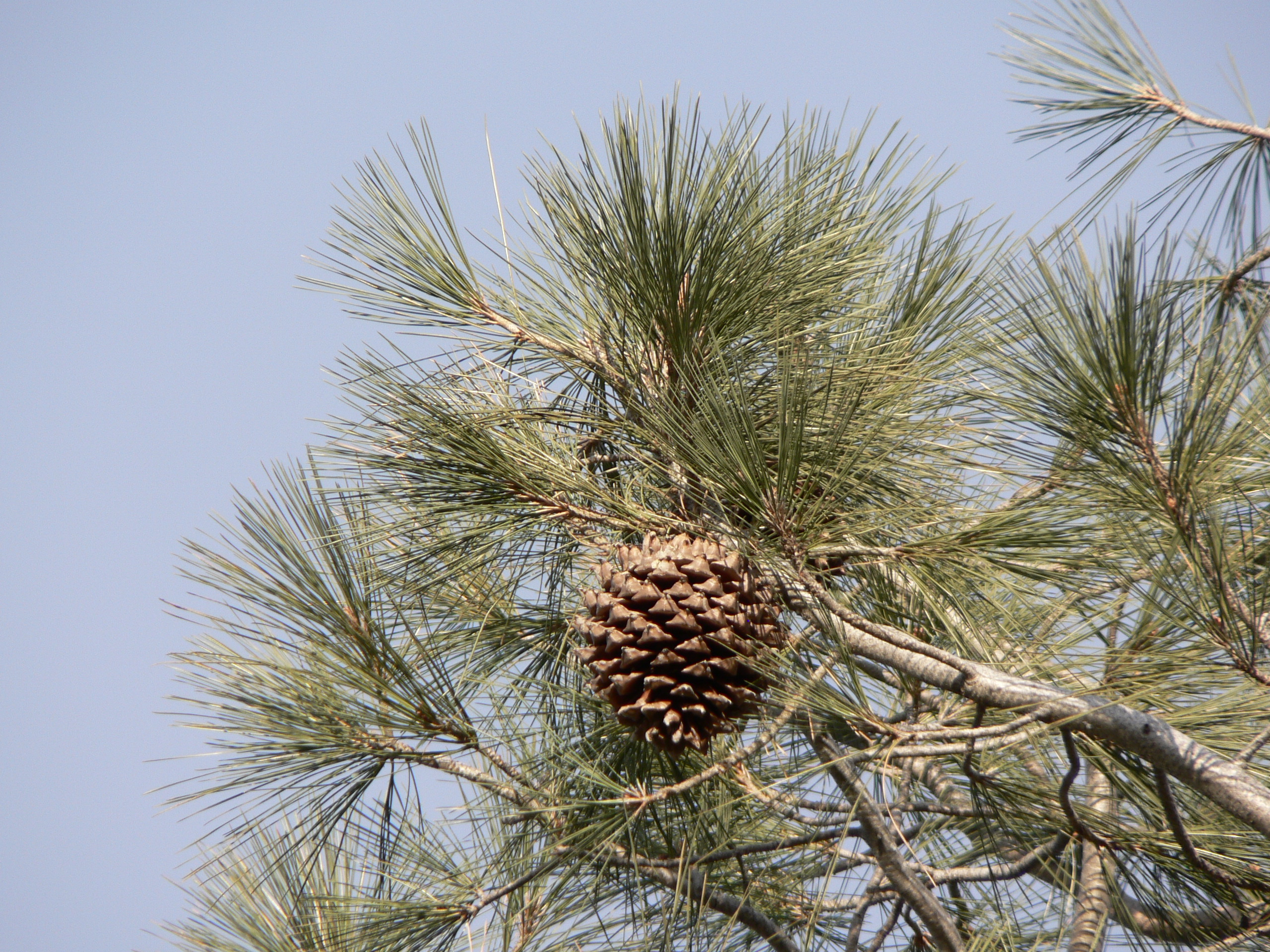
Zweige mit Samenzapfen

## Verbreitung, Ökologie und Gefährdung

Verbreitungsgebiet der Digger-Kiefer

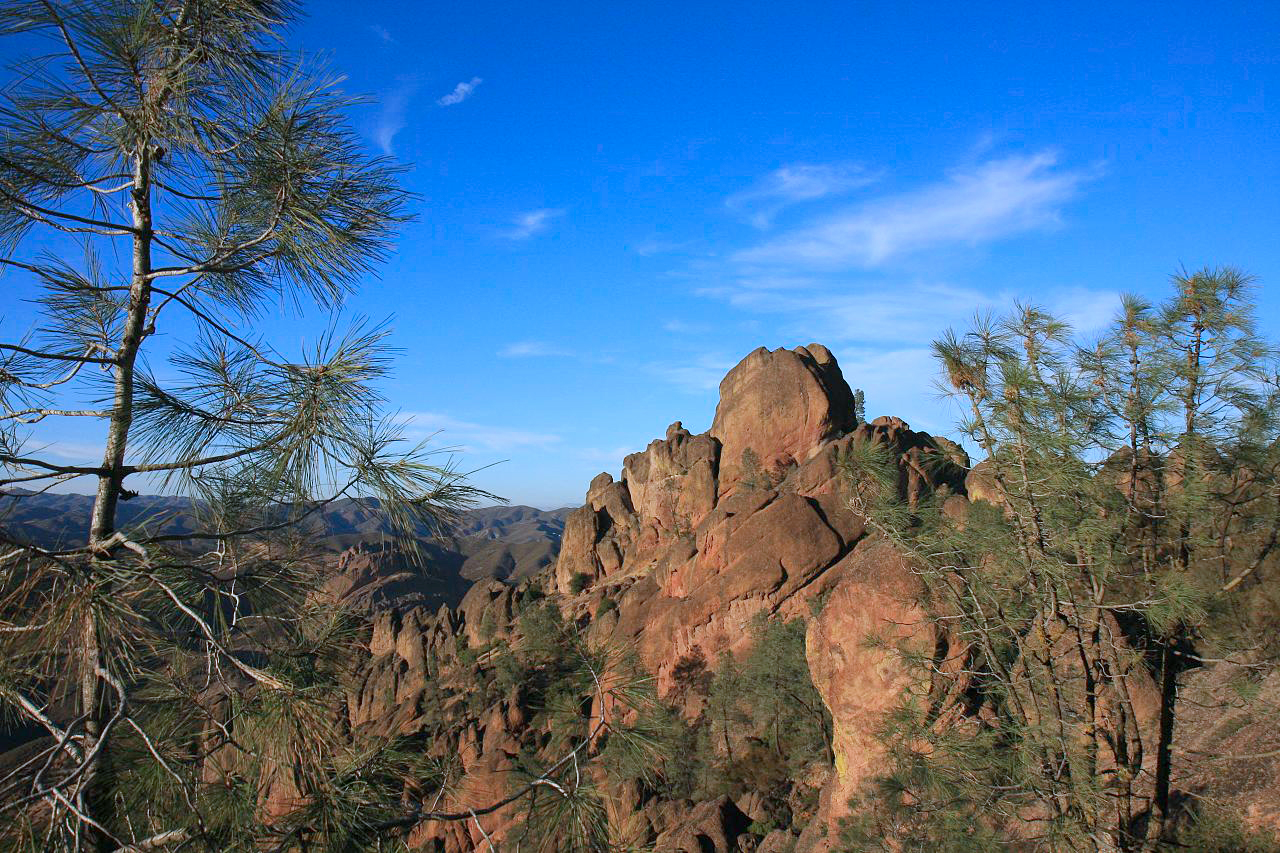
Digger-Kiefern im Pinnacles-Nationalpark

Das natürliche Verbreitungsgebiet liegt in Kalifornien im Westen der Vereinigten Staaten. Es werden auch gefährdete Bestände in Oregon angegeben. Die Digger-Kiefer wächst in den Gebirgen und Vorbergen, die das Kalifornische Längstal umgeben, vom Rand der Mojave-Wüste bis zu den Berghängen am Pazifischen Ozean. Man findet sie in Höhen von 50 bis 1800 Metern. Das Verbreitungsgebiet wird der Winterhärtezone 8 zugerechnet, wo im Mittel jährliche Minimaltemperaturen zwischen −12,2 und −6,7 °Celsius vorherrschen. Das Klima ist sommertrocken, wobei die jährliche Niederschlagsmenge stark variiert und von 250 Millimeter am Rand der Wüste bis 1780 Millimeter in der Sierra Nevada reicht.
In Küstennähe wächst die Digger-Kiefer im brand-anfälligen Chaparral zusammen mit Heidekräutern (Erica) und ähnlichen Arten. Auf den niedrigeren Hängen der Sierra Nevada und den höher liegenden Hängen der Küstengebirge findet man sie mit verschiedenen Eichenarten und häufig mit der Coulter-Kiefer (Pinus coulteri), und im Norden des Verbreitungsgebiets mit dem Westamerikanischen Wacholder (Juniperus occidentalis). Die Digger-Kiefer wächst meist in offenem Waldland, mit einzelnen Bäumen, die aus einer Buschschicht herausragen, oder in hauptsächlich von Gräsern und Kräutern bewachsenen Gebieten. Die schweren Zapfen werden von verschiedenen Hörnchen (Sciuridae) und Hähern als Nahrungsquelle benutzt. Die Hörnchen holen sich die Zapfen von den Bäumen und nagen sich durch die dicken Schuppen, um zu den Samen zu kommen. Die Häher spielen eine wichtige Rolle bei der Verteilung der Samen.
Die Digger-Kiefer wird vom Rostpilz Peridermium harknessii befallen, der im gesamten Verbreitungsgebiet Gallbildung an den Zweigen, aber keine schweren Schäden verursacht. Die Zwergmistel Arceuthobium occidentale befällt besonders Bäume in lockeren Wäldern und breitet sich sehr rasch aus. Befall führt zu Wachstumseinbußen, Deformierungen und auch zum Absterben von Bäumen. Die Wurzeln werden vom Gemeinen Wurzelschwamm (Heterobasidion annosum) befallen, der in lockeren Wäldern kaum Schaden verursacht, sich in Plantagen jedoch rasch ausbreiten kann. Zapfen, Zweige und Nadeln werden von einer Vielzahl von Insekten angegriffen. Der Käfer Ips spinifer befällt die Borke und verursacht häufig das Absterben schon durch Trockenheit oder Feuer geschwächter Bäume. Durch die erhöhte Produktion von Harz können Käfer abgewehrt werden, für manche sind auch die Harzdämpfe giftig. Das Harz zieht jedoch den Wickler Petrova sabiniana an, der sich im Harz verpuppt. Die Samen werden durch ihre Schale vor Insekten geschützt, doch wird ein großer Teil der Samen von Nagetieren und Vögeln gefressen.
In der Roten Liste der IUCN wird Pinus sabiniana als nicht gefährdet („Lower Risk/least concern“) eingestuft. Es wird jedoch darauf hingewiesen, dass eine Neubeurteilung notwendig ist.

## Systematik und Forschungsgeschichte
Die Digger-Kiefer (Pinus sabiniana) ist eine Art aus der Gattung der Kiefern (Pinus), in der sie der Untergattung Pinus, Sektion Trifoliae und Untersektion Ponderosae zugeordnet ist. Erstmals entdeckt wurde sie 1826 von David Douglas im Gebiet der Umpqua, einem im südlichen Oregon lebenden Indianerstamm, doch verlor er die Proben beim Überqueren des Santiam River. Er fand die Art erst 1831 auf einer Reise durch die Gabilan-Berge wieder. 1832 wurde die Art von David Don in Description of the Genus Pinus erstmals formal wissenschaftlich beschrieben, wobei er die Beschreibung von David Douglas wörtlich übernahm.
Der Gattungsname Pinus wurde schon von den Römern für mehrere Kiefernarten verwendet. Das Artepitheton sabiniana könnte sich auf Joseph Sabine (1770–1837) beziehen, einen Finanzbeamten und Sekretär der Horticultural Society, der Douglas’ Sammeltätigkeit förderte. Der Name könnte allerdings auch seinen jüngeren Bruder Edward Sabine (1788–1883) ehren, den früheren Präsidenten der Royal Society. Manchmal wird das Artepitheton auch sabineana geschrieben.
Die Digger-Kiefer bildet nur sehr schwer Hybride mit anderen Pinus-Arten: Lediglich ein Versuch der Hybridisierung mit der Coulter-Kiefer war erfolgreich (Stand 2010). Hingegen gab es mit Pinus torreyana mehrere erfolgreiche Hybridisierungsversuche. Anders als mit der Coulter-Kiefer gelang keine Hybridisierung mit Jeffreys Kiefer (Pinus jeffreyi) oder einer anderen Art der Subsektion Ponderosae.

## Verwendung
Die Digger-Kiefer hat wegen des unregelmäßigen Wuchses und des hohen Harzanteils nur eine geringe wirtschaftliche Bedeutung. Das Holz wird zur Herstellung von Bahnschwellen, Paletten und Hackschnitzeln verwendet. Als Zierbaum tritt die Digger-Kiefer kaum in Erscheinung: Man findet sie selten in Arboreten und Pineten in Gebieten mit geeignetem Klima wie in England, Westfrankreich, im Mittelmeerraum und in Australien.
Die indigene Bevölkerung nutzte die Samen als Nahrungsmittel und das Harz sowohl zur Herstellung von Trommeln als auch zum Abdichten von Körben. Der Nahrungswert der Samen ist vergleichbar mit dem anderer essbarer Kiefernkerne, doch werden die Samen kaum wirtschaftlich genutzt. Aus den Zweigen und Nadeln werden Öle und Terpentin gewonnen.